# Гущина Марія Михайлівна
Марі́я Миха́йлівна Гу́щина (Овчинникова; 1874, Харків — ?) — артистка опери й оперети (ліричне сопрано). Перша виконавиця партії Мілітріси в «Казці про царя Салтана» М. Римського-Корсакова.

## Життєпис
Марія Овчинникова народилась 1874 року в Харкові.
Після закінчення гімназичного курсу займалась співом в Київському музичному училищі у Камілло Еверарді (1892—1893), протягом двох років брала уроки співу у Ф. І. Гущина, після чого успішно виступала на концертних естрадах різних міст.
1900 року після успішного дебюту на оперній сцені Тифліського оперного театру була запрошена до складу його трупи на сезон 1901—1902 років.
1902—1903 — солістка оперної трупи А. Церетелі в московському театрі «Акваріум».
1902 — виступала в Київській опері, а також в Петербурзі в антрепризі У. Гвіді.
1906 — в антрепризі А. Церетелі (Петербург).
1907 (березень-квітень) — оперна антреприза Кожевнікова в театрі Солодовникова (Москва).
1907—1910 — солістка Київської опери.
Серед її партнерів по сцені: Ф. Орешкевич, П. Андрєєв, А. Брайнін, О. Каміонський, B. Селявін, Л. Собінов, М. Сперанський, Ф. Шаляпін.
Записувалася на грамплатівки (15 творів) в Петербурзі (фірма «Грамофон», 1899, 1905).

## Спогади сучасників
Про подальшу долю М. М. Гущиної даних обмаль.
Певна інформація про неї є в спогадах відомої радянської вченої Пелагеї Кочиної, яка познайомилась з співачкою не раніше 1922 року: «Близько зійшлася я з колишньою актрисою Марією Михайлівною Гущиною. У молодості вона співала на сценах південних російських міст. Її гарний низький голос згадували академіки Володимир Іванович Смирнов і Борис Григорович Гальоркін. Вона рано покинула сцену за сімейними обставинами. Під час першої світової війни її син був убитий. Вона давала приватні уроки постановки голосу і тримала зв'язок з Ленінградською філармонією, час від часу викладала в ній.
Я стала брати у Гущиної уроки постановки голосу для викладання: у мене голос був слабкий, погано поставлений.
Марія Михайлівна жила в одній квартирі з Оленою Золіною-Юшковою, моєю приятелькою по Бестужевських курсах і університету. Вона багато мені розповідала: і про правила співу, і про побут акторів, і про Собінова, з яким вона виступала в концертах. Їх голоси не дуже підходили один до одного: високий — Собінова і низький, оксамитовий — Гущиної, тому на сцені вони перестали виступати разом.
Марія Михайлівна захоплювалася вченням йогів, і їй говорили, щоб зробити приємність, що вона схожа на індійську жінку. Вона вірила в передачу думок на відстані: А я тільки що думала про вас, — говорила вона, коли я їй дзвонила; вона вважала, що саме її бажання привело мене до телефону.»

## Родина
Чоловік — Олаф Оттович Іонасон — художник, викладач Київського художнього училища, учень Павла Чистякова.
Син загинув на фронті під час Першої світової війни.

## Партії
- Мілітріса («Казка про царя Салтана» М. Римського-Корсакова) — перша виконавиця
- Татьяна («Євгеній Онєгін» П. Чайковського) — найкраща партія
- Віолетта («Травіата» Верді)
- Волхова («Садко»)
- Заза («Заза» Руджеро Леонкавалло)
- Йоланта, Марія («Євгеній Онєгін» П. Чайковського)
- Кармен («Кармен» Бізе)
- Криза («Нерон» А. Рубінштейна)
- Ноемі («Маккавеї» А. Рубінштейна)
- Маша («Дубровський»)
- Тамара («Демон» А. Рубінштейна)
- Марфа («Царева наречена»)
- Кума Настя («Кума Настя» О. Шатковського)
- Марія («Мазепа» П. Чайковського)
- Ліза («Винова краля»)
- Джульєтта («Ромео і Джульєтта»)
- Маргарита («Фауст»)
- Мімі («Богема»)
- Флора («Шопен» Джакомо Орефіче)
- Шарлотта («Вертер»)
- Дездемона («Отелло» Дж. Верді)
- Ельза Брабантська («Лоенгрін» Вагнера)
- Недда («Паяци» Леонкавалло)
- Філіна («Міньйон» А. Тома)

## Оперети
- «Корневільскі дзвони» Робера Планкета
- «Прекрасна Єлена» Ж. Оффенбаха.